# Marcella Lotti della Santa
Marcella Lotti della Santa nata Marcella Lotti e a volte chiamata erroneamente Marcellina (Mantova, settembre 1831 – Paratico, 9 febbraio 1901) è stata un soprano italiano che ebbe una carriera internazionale attiva negli anni 1850 e 1860.
Riscosse particolare successo per la sua interpretazione delle eroine verdiane. Era sposata con il baritono Luigi della Santa.

## Biografia
Nata Marcella Lotti a Mantova, studiò canto con Alberto Mazzucato a Milano prima di fare il suo debutto operistico nel 1850 a Costantinopoli con una compagnia viaggiante d'opera italiana nel ruolo di Alice in Roberto il diavolo di Meyerbeer. Divenne rapidamente una delle soprano principali in Italia. Già nel 1852 cantava  al Teatro alla Scala e al Teatro Carlo Felice. Alla Scala ottenne particolari consensi per la sua interpretazione di Odabella in  Attila di Giuseppe Verdi.
Il 16 agosto 1857 cantò il ruolo di Mina nella prima mondiale di  Aroldo di Giuseppe Verdi  all'inaugurazione del Teatro Nuovo di Rimini . Dal 1857 al 1858 apparve come ospite al Teatro Mariinskij di San Pietroburgo e nel 1860 fu ospite del His Majesty's Theatre di Londra. Fu molto attiva al Teatro di San Carlo a Napoli negli anni 1862, 1866 e 1869-1870, cantando ruoli come Marguerite di Valois ne Gli ugonotti e Princess Eudoxie ne La Juive. Durante la sua permanenza realizzò parti in diverse anteprime mondiali, tra cui il titolo dell'eroina nella Virginia di Saverio Mercadante (1866), Giovanna di Napoli (1869) di Errico Petrella e Gabriella di Vergy di Gaetano Donizetti (1869). Ebbe ulteriori successi alla Scala dal 1863 al 1865.
La Lotti della Santa si ritirò dalle scene intorno al 1870 per accudire la sua famiglia. Morì a Paratico all'età di 69 anni.